# Weiswampach
Weiswampach (Luxemburgs: Wäiswampech) is een gemeente in het Groothertogdom Luxemburg. Het gelijknamige dorp Weiswampach, met 706 inwoners, is de hoofdplaats van de gemeente die 2456 inwoners telt (op 1 januari 2024). Het is gelegen in de meest noordelijke punt van Luxemburg nabij het Ourdal. De gemeente ligt op een hoogte van 519 meter boven de zeespiegel. Weiswampach ligt deels op een rotsachtige hoogvlakte omgeven met dennenbossen.
De gemeente is bestuurlijk ingedeeld in het district Diekirch en het Kanton Clervaux.

## Dorpen in de gemeente
Exclusief de hoofdplaats Weiswampach bestaat de gemeente uit (tussen haakjes staat de Luxemburgse naam vermeld):
- Beiler (Beler) - 95 inwoners
- Binsfeld (Bënzelt) – 206 inwoners
- Breidfeld (Bredelt) – 36 inwoners
- Holler (Holler) – 73 inwoners
- Leithum (Letem) - 82 inwoners
- Maulusmühle (Maulusmillen) - gehucht
- Wemperhardt (Wämperhaart) - onbekend

## Bezienswaardigheden
- Sint-Johannes Nepomucenuskerk
- Lancaster Memorial, met kapel

## Foto's

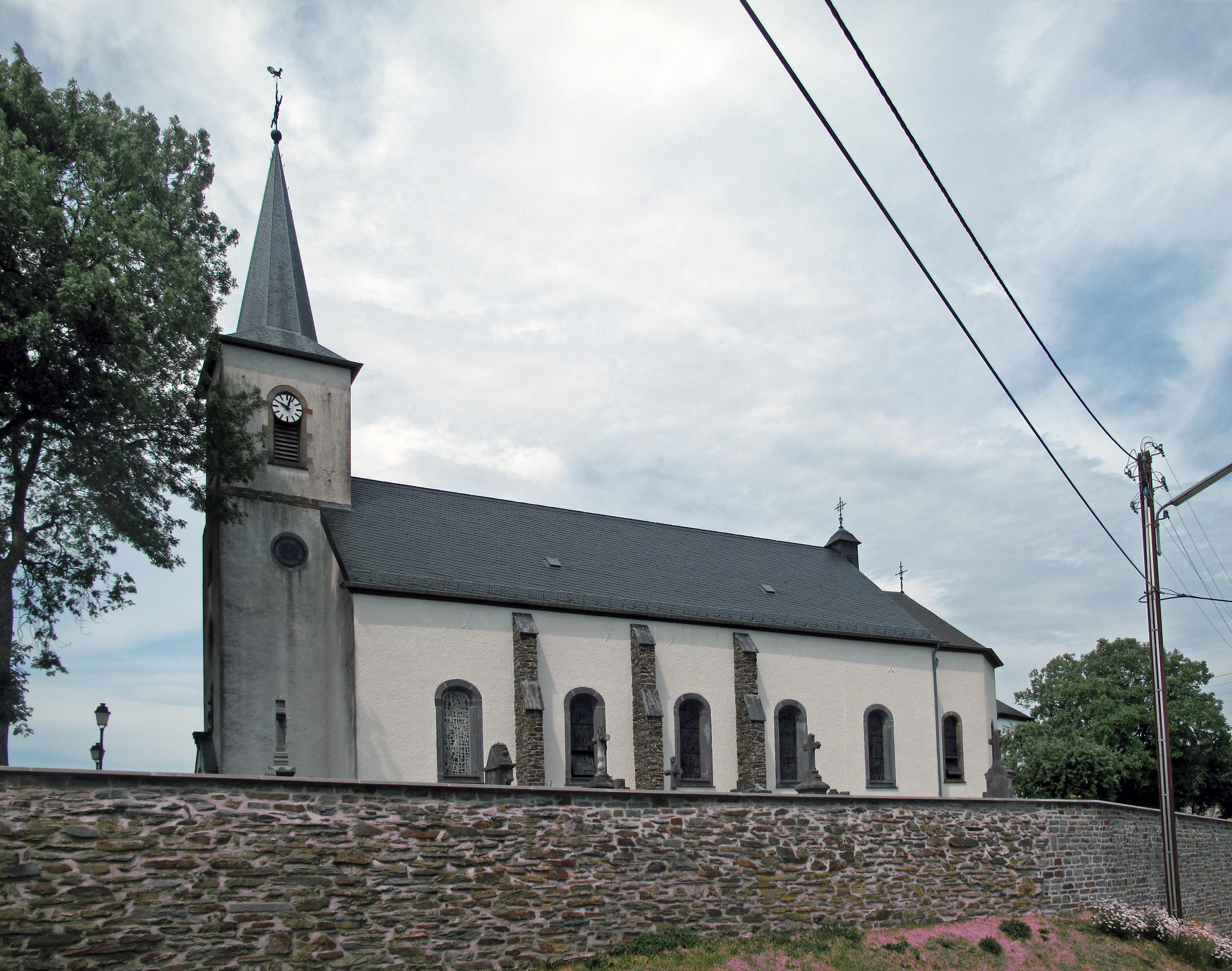
Sint-Johannes Nepomucenuskerk in Weiswampach
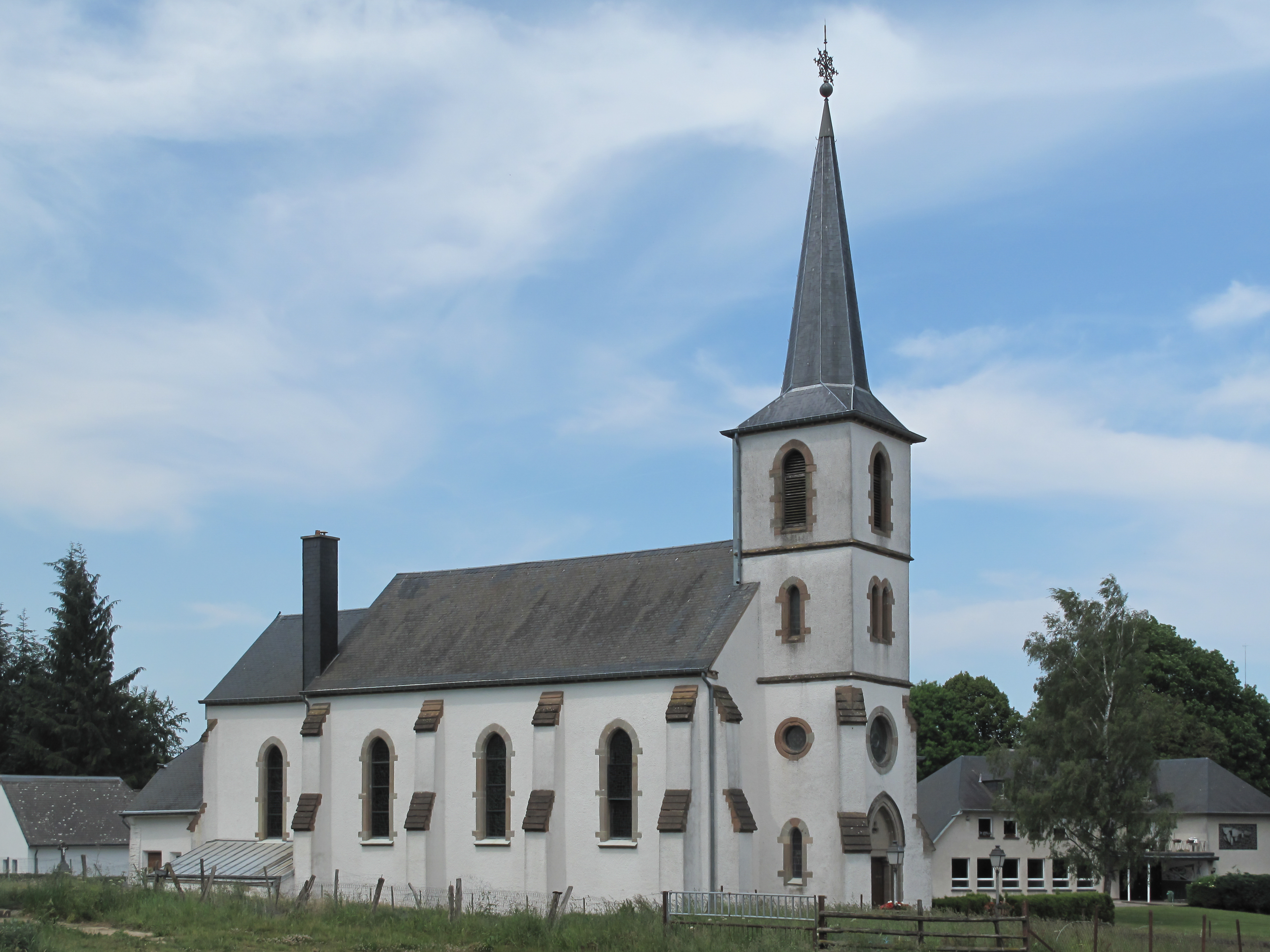
Binsfeld, Drievuldigheidskerk
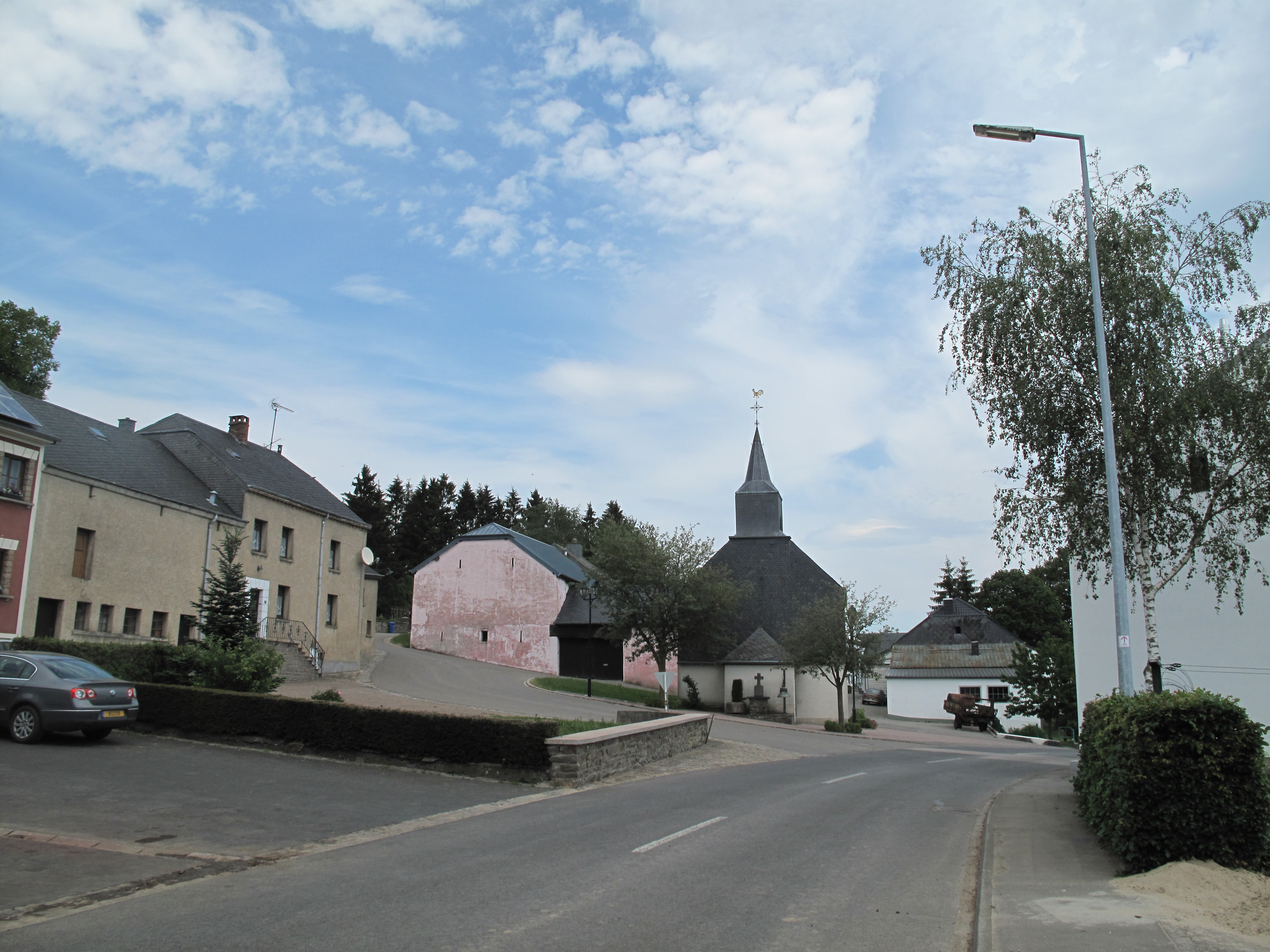
Breidfeld, Sint-Alfonskapel in straatzicht
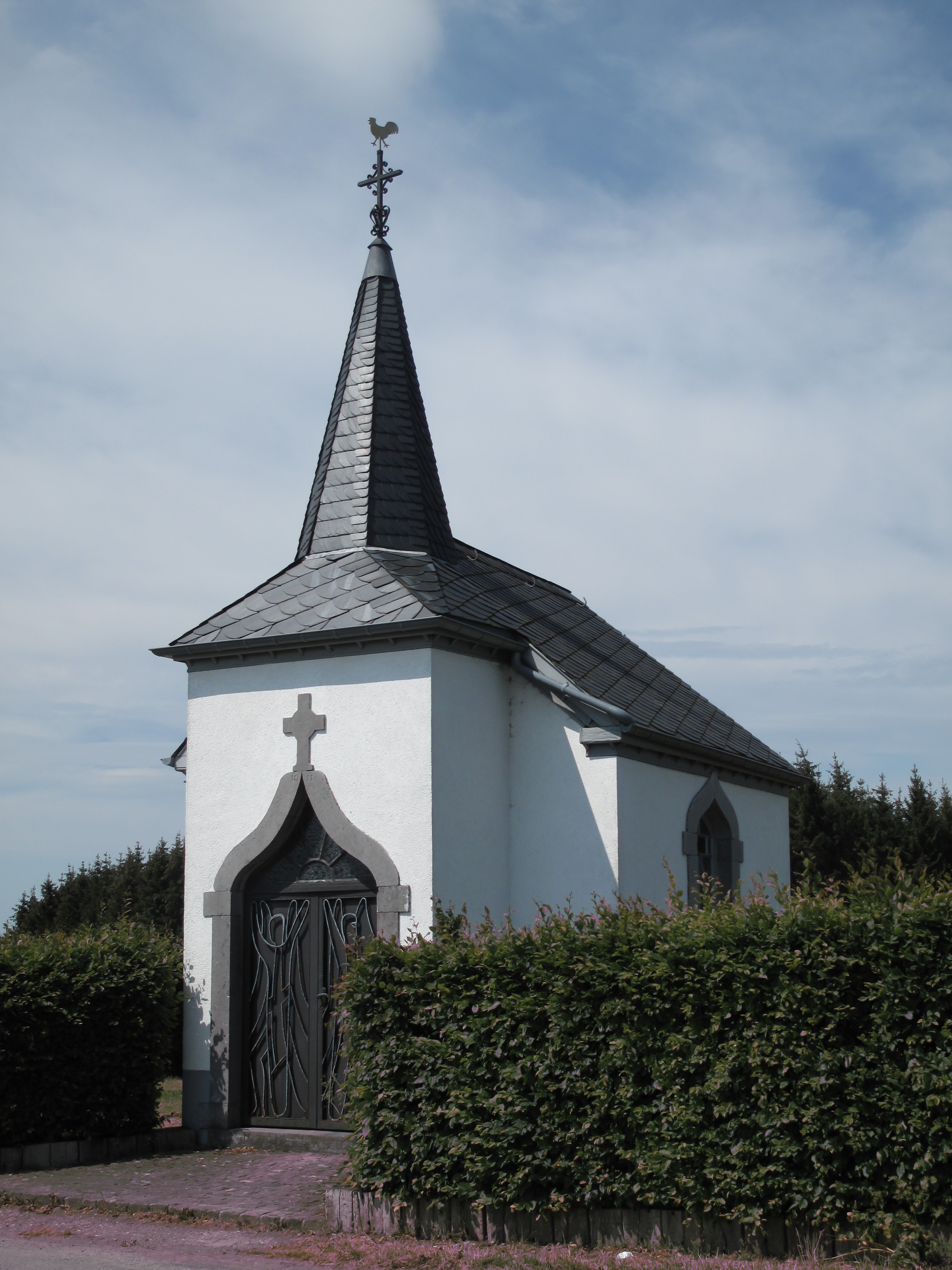
Lancaster Memorial, kapel bij het Lancaster Memorial

## Toerisme
Sinds de aanleg van twee kunstmatige meren, de Meren van Weiswampach, heeft het dorp aan populariteit gewonnen onder toeristen. De 'Untere See' is gedurende het zwemseizoen geliefd bij jong en oud voor diverse watersporten zoals zwemmen, waterfietsen, peddelen en windsurfen. De 'Obere See' is geliefd bij vissers.

## Ontwikkeling van het inwoneraantal
| Jaar                              | 2001 | 2002 | 2003 | 2004 | 2005 | 2015 | 2016 | 2017 | 2018 | 2019 | 2020 | 2021 | 2022 | 2023 | 2024 |
| --------------------------------- | ---- | ---- | ---- | ---- | ---- | ---- | ---- | ---- | ---- | ---- | ---- | ---- | ---- | ---- | ---- |
| Inwoneraantal                     | 1152 | 1159 | 1160 | 1203 | 1155 | 1572 | 1676 | 1760 | 1843 | 1912 | 2005 | 2104 | 2235 | 2313 | 2456 |
| Opmerking: tellingen op 1 januari |      |      |      |      |      |      |      |      |      |      |      |      |      |      |      |

## Grenstoerisme
Luxemburg staat bekend om de lage brandstofprijzen. Binnen zowel Weiswampach als, het aan de grens gelegen buurtschap, Wemperhardt bevinden zich meerdere grotere tankstations. Die tankstations beschikken over de mogelijkheid om ongeveer 25 voertuigen tegelijkertijd te laten tanken. Naast de genoemde tankstations ligt in Wemperhardt ook nog een bankkantoor, een supermarkt, een drankenhandel en een landbouwmachinehandel. De zogeheten tanktoeristen zijn voornamelijk afkomstig uit België en Duitsland.